# Переа, Итало
Итало Переа Кастильо (исп. Ítalo/Ytalo Perea Castillo; 10 июня 1993, Эсмеральдас, Эквадор) — эквадорский боксёр-профессионал, выступающий в тяжёлой весовой категории. Участник Олимпийских игр (2012), чемпион Панамериканских игр (2011) в любителях.
Лучшая позиция среди профессионалов по рейтингу BoxRec — 75-я (март 2019), — и он входит в ТОП-75 лучших тяжеловесов всего мира.

## Любительская карьера
В мае 2009 года он завоевал серебро в весе до 80 кг чемпионата мира среди юниоров в Ереване (Армения), спорно проиграв по очкам (6-13) в финале узбекскому боксёру Мирзобеку Хасанову.
В феврале 2010 года он стал чемпионом в весе до 81 кг на Панамериканском молодежном чемпионате в Сантьяго-де-лос-Кабальерос (Доминиканская Республика).
В июле 2011 года стал чемпионом в весе свыше 91 кг Панамериканских игр в Гвадалахара (Мексика), победив в финале мексиканца Хуана Хирачета (20-13), а в полуфинале пуэрториканцу Херардо Бисбала (KO).
В мае 2012 года занял 1-е место на Олимпийском квалификационном турнире Америки, победив в финале со счётом 14-10 американца Доминика Бризила, а в полуфинале победив нокаутом канадца Саймона Кина.
И в августе участвовал в XXX Олимпийских играх в Лондоне, но в 1/8 финала проиграл со счётом 10-18 действующему чемпиону Олимпиады 2008 года итальянцу Роберто Каммарелле, который в итоге завоевал серебро Олимпиады 2012 года.

## Профессиональная карьера
23 марта 2013 года во Фредерике (США) Итало Переа дебютировал на профессиональном ринге, досрочно нокаутом в 1-м же раунде победив американского дебютанта Криса Гордона (дебют).

## Статистика профессиональных боёв
В таблице перечислены результаты всех поединков боксёров.
В каждой строке указан результат поединка. Дополнительно номер поединка обозначен цветом, который обозначает итог поединка. Расшифровка обозначений и цветов представлена в нижеследующей таблице.
| Пример | Расшифровка                     |
| ------ | ------------------------------- |
|        | Победа                          |
|        | Ничья                           |
|        | Поражение                       |
|        | Планируемый поединок            |
|        | Поединок признан несостоявшимся |
| КО     | Нокаут                          |
| ТКО    | Технический нокаут              |
| PTS    | Решение судей (по очкам)        |
| UD     | Единогласное решение судей      |
| MD     | Решение большинства судей       |
| SD     | Раздельное решение судей        |
| RTD    | Отказ от продолжения боя        |
| DQ     | Дисквалификация                 |
| NC     | Поединок признан несостоявшимся |

| 18 поединков, 11 побед (7 нокаутом), 2 ничьих, 5 поражений | 18 поединков, 11 побед (7 нокаутом), 2 ничьих, 5 поражений | 18 поединков, 11 побед (7 нокаутом), 2 ничьих, 5 поражений | 18 поединков, 11 побед (7 нокаутом), 2 ничьих, 5 поражений | 18 поединков, 11 побед (7 нокаутом), 2 ничьих, 5 поражений | 18 поединков, 11 побед (7 нокаутом), 2 ничьих, 5 поражений | 18 поединков, 11 побед (7 нокаутом), 2 ничьих, 5 поражений |
| Бой                                                        | Рекорд                                                     | Дата боя                                                   | Соперник                                                   | Место проведения боя                                       | Раундов, время                                             | Дополнительно |
| ---------------------------------------------------------- | ---------------------------------------------------------- | ---------------------------------------------------------- | ---------------------------------------------------------- | ---------------------------------------------------------- | ---------------------------------------------------------- | --- |
| 18                                                         | 11-5-2                                                     | 2 августа 2019                                             | Мартин Баколе Илунга (12-1)                                | Exhibition Centre, Ливерпуль, Мерсисайд, Великобритания    | TKO 1 (8), 1:20                                            | |
| 17                                                         | 11-4-2                                                     | 21 декабря 2018                                            | Тайрон Спонг (12-0)                                        | Anthony Nesty sporthal, Парамарибо, Суринам                | SD 10 (10)                                                 | Счёт: 96-94, 94-96, 93-97. Бой за титул чемпиона Латинской Америки по версиям WBC Latino (3-я защита Спонга) и WBO Latino (2-я защита Спонга) в тяжёлом весе. |
| 16                                                         | 11-3-2                                                     | 19 мая 2018                                                | Дарвин Арболеда (0-2)                                      | Gimnasio Guayaquil, Гуаякиль, Эквадор                      | TKO 3 (8), 0:21                                            | |
| 15                                                         | 10-3-2                                                     | 18 ноября 2017                                             | Гильермо Джонс (40-3-2)                                    | Hotel Jaragua, Санто-Доминго, Доминиканская Республика     | SD 11 (11)                                                 | Счёт: 107-102, 104-105, 102-107. Бой за вакантный титул чемпиона Латинской Америки по версии WBA Fedelatin в тяжёлом весе.                                    |
| 14                                                         | 10-2-2                                                     | 28 октября 2017                                            | Хиннер Герреро (8-8)                                       | Coliseo Federación, Милагро, Эквадор                       | KO 4 (10), 0:29                                            | |
| 13                                                         | 9-2-2                                                      | 9 июня 2017                                                | Элиезер Кастильо (32-8-2)                                  | Ла Скала, Майами, Флорида, США                             | UD 6 (6)                                                   | |
| 12                                                         | 8-2-2                                                      | 11 января 2017                                             | Джейсон Пабон (7-2-1)                                      | Coliseo River Oeste, Гуаякиль, Эквадор                     | TKO 4 (8)                                                  | |
| Бой                                                        | Рекорд                                                     | Дата боя                                                   | Соперник                                                   | Место проведения боя                                       | Раундов, время                                             | Дополнительно |